# Кавалеры ордена Святого Георгия III класса Е
Кавалеры ордена Святого Георгия III класса на букву «Е»
Список составлен по алфавиту персоналий. Приводятся фамилия, имя, отчество; звание на момент награждения; номер по спискам Григоровича — Степанова и Судравского; дата награждения. Лица, чьи имена точно идентифицировать не удалось, не викифицируются.
- Евгений, принц Вюртембергский, генерал-лейтенант, № 243, 20 октября 1812
- Евдокимов, Николай Иванович, генерал-лейтенант, № 503, 17 апреля 1859
- Ермолов, Алексей Петрович, полковник, № 173, 26 августа 1807
- Ефремов, Иван Ефремович, генерал-майор, № 352, 23 декабря 1813